# 侏反鸟属
侏反鸟属（学名：Nanantius）是反鸟亚纲已灭绝的一个属，生存于早白垩世（阿尔布期，距今1.1至1.12亿年）的澳大利亚。 

## 标本及物种
本属唯一有效种是黎明侏反鸟（Nantantius eos），于1986年首次描述。属名意为“矮小的反鸟”，由古希腊文的nan-（矮小的）+(en)antos（相反的）组成，种小名eos在古希腊语中意为“黎明”。还提出了第二个种瓦氏侏反鸟（Nanantius valifanovi），但后来被认作矮小戈壁鸟的异名。黎明侏反鸟当初仅有一块不完整的细长胫跗骨及一节颈椎被发现，均出土于图勒巴克组。正模标本中的胫跗骨（QM F12992）发现于昆士兰州博利亚附近的瓦拉站（Warra Station）。
1997年，澳洲同一地区卡纳里站（Canary Station）发现的化石被归入侏反鸟属。其中一节颈椎（QM F12991）被归入黎明侏反鸟。还有一块不完整的左胫跗骨（QM F31813）归入侏反鸟，但因解剖特征存在些许差异而未归入黎明种。
2009年，邹晶梅撰写的一篇未发表论文称，黎明侏反鸟正模胫跗骨及归入该物种的椎骨业已遗失。就目前情况来看，黎明侏反鸟堪称反鸟亚纲化石最零碎的已命名物种之一。

## 描述
黎明侏反鸟被归入反鸟亚纲，这是一群未能在白垩纪—古近纪灭绝事件中幸存下来的原始白垩纪鸟类。但如今发现仅凭胫跗骨特征不足以确认某种鸟是否属于反鸟类。例如，更进阶的神翼鸟也有着类似反鸟的胫跗骨。因此，尽管侏反鸟可能属于反鸟亚纲——鸟翼类在早白垩世的优势类群，且胫跗骨与反鸟类的戈壁鸟非常类似，但在发现更具鉴别性的材料（如跗跖骨）之前，仍无法确定其归属。哈特曼等人2019年的研究发现侏反鸟的胫跗骨更像是典型的反鸟类而非扇尾类，并暂时将其恢复为与乌如那鸟、葛利普鸟和云加鸟近缘的演化支的一部分。
黎明侏反鸟属小型物种，体型约有乌鸫大小，看上去可能像一只翅膀有爪、脖子和头部则更类似有羽毛兽脚类恐龙的小型海鸥。推测其栖息于当时伊罗曼加海（特提斯海道的一个浅水亚热带海湾）的海滩上，以海洋无脊椎动物及小鱼为食。侏反鸟是海鸟的理论，是由另一块归入本属且很可能属于黎明种的胫跗骨QM F16811所支持，该标本是在一件鱼龙类标本的肠道中发现的。